# Fredrik Ljungberg
Karl Fredrik Ljungberg (Vittsjö, 16 de abril de 1977) é um ex-futebolista sueco que atuava como meio-campista.

## Carreira

### Arsenal
Construiu grande parte da sua carreira no Arsenal, clube inglês na qual viveu seu auge, tornou-se ídolo e atuou entre 1998 e 2007. O meio-campista é um dos mais famosos e importantes jogadores do seu país, e quando atuava era conhecido pela sua técnica apurada e precisão, jogando tanto na armação quanto no ataque do seu time. No total, atuou em 328 jogos e marcou 72 gols pelos Gunners.

### West Ham
Na temporada 2007–08, Ljungberg continuou no futebol inglês, mas atuando com a camisa do West Ham. O clube acertou a contratação do jogador de 30 anos junto ao Arsenal por uma quantia de 3 milhões de libras.
Um dos principais motivos para a saída do atleta se deve ao fato de uma renovação total no elenco proposta pelo então técnico do Arsenal, o francês Arsène Wenger, que pretendia contratar jogadores jovens visando colher os frutos do sucesso em um futuro próximo. Além da saída de Ljungberg, outro que deixou os Gunners foi o atacante Thierry Henry.

### Seattle Sounders
No dia 6 de agosto de 2008, Ljungberg rescindiu contrato com o West Ham. Já no dia 28 de outubro, foi contratado pela equipe estadunidense do Seattle Sounders para atuar em 2009. Em seu primeiro ano em sua nova equipe, conquistou a US Open Cup.

### Chicago Fire e Celtic
Em julho de 2010, transferiu-se para o Chicago Fire. Sua passagem pelo clube norte-americano durou até dezembro, quando retornou ao futebol europeu e foi anunciado pelo Celtic. Pelo clube escocês, conquistou a Copa da Escócia na temporada 2010–11.

### Últimos anos
Entre 2011 e 2012 jogou no Shimizu S-Pulse, do Japão, até se aposentar. No entanto, deixou a aposentadoria dois anos depois para atuar no Mumbai City, da Índia.

## Seleção Nacional
Estreou pela Seleção Sueca no dia 27 de maio de 1998, num amistoso contra a Dinamarca. Seu primeiro torneio pela Azul e Amarela foi a Euro 2000, realizada na Bélgica e nos Países Baixos. Ljungberg ainda disputaria a Euro 2004 e a Euro 2008, além de duas Copas do Mundo FIFA: a de 2002, realizada na Coreia do Sul e no Japão, e a de 2006, realizada na Alemanha. Ao lado dos atacantes Henrik Larsson e Zlatan Ibrahimović, o meia formou um dos trios mais ofensivos da história do futebol sueco.
Em agosto de 2006, após o zagueiro Olof Mellberg renunciar ao posto de capitão da Suécia, Ljungberg foi nomeado o novo comandante do grupo de jogadores dentro das quatro linhas. No total pela Seleção Sueca, atuou em 75 partidas e marcou 14 gols.

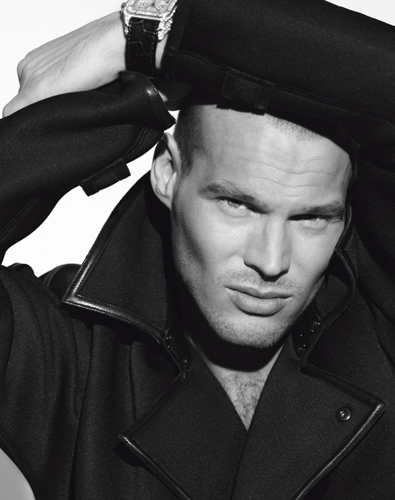
Ljungberg em uma sessão como modelo em 2008

## Vida pessoal
Conhecido no mundo da moda, já fez diversas campanhas publicitárias para várias revistas. Também foi modelo da coleção Underwear da grife norte-americana Calvin Klein, ao lado da supermodelo tcheca Karolina Kurkova.
Em junho de 2006, foi eleito o jogador mais sexy da Copa do Mundo pela revista alemã Bunte. Ljungberg superou nomes como Cristiano Ronaldo, David Beckham, Alessandro Del Piero e Michael Ballack.

## Títulos
Halmstads BK
- Copa da Suécia: 1994–95
- Campeonato Sueco: 1997

Arsenal
- Supercopa da Inglaterra: 1999
- Premier League: 2001–02 e 2003–04
- Copa da Inglaterra: 2001–02, 2002–03 e 2004–05

Seattle Sounders
- US Open Cup: 2009

Celtic
- Copa da Escócia: 2010–11

### Prêmios individuais
- Jogador do Mês da Premier League: abril de 2002
- Melhor jogador da Premier League: 2004–05
- Bola de Ouro (Suécia): 2002 e 2006
- Jogador do Mês da Major League Soccer: outubro de 2009
- Equipe do Ano da Major League Soccer: 2009